# 여천화치초등학교
여천화치초등학교는 대한민국 전라남도 여수시 화치동 623에 있었던 공립 초등학교이다.

## 연혁
- 1949년 9월 1일 중흥국민학교 화치분교로 설립인가
- 1950년 2월 10일 화치국민학교 개교(2학급 125명)
- 1978년 11월 27일 화치동 753번지에서 623번지로 이축 이전
- 1988년 3월 1일 율촌동국민학교 삼간분교장 편입
- 1996년 3월 1일 여천화치초등학교로 개칭
- 1999년 9월 1일 여천국가산업단지 확장으로 삼간분교장과 함께, 여천무선초등학교로 통폐합